# Виборчий округ 84
Виборчий округ 84 — виборчий округ в Івано-Франківській області. В сучасному вигляді був утворений 28 квітня 2012 постановою ЦВК №82 (до цього моменту існувала інша система виборчих округів). Окружна виборча комісія цього округу розташовується в приміщенні Тисменецької районної ради за адресою м. Тисмениця, вул. Галицька, 17.
До складу округу входять місто Бурштин, частина міста Івано-Франківськ (деякі мікрорайони на околицях міста), а також Тисменицький і Тлумацький райони та частина Галицького району (окрім сіл Крилос, Сокіл, Мединя та всього що на південь від них). Виборчий округ 84 межує з округом 85 на заході і на північному заході, з округом 165 на півночі, з округом 166 на сході, з округом 88 на південному сході, з округом 87 на південному заході та має всередині округ 83 у вигляді ексклаву. Виборчий округ №84 складається з виборчих дільниць під номерами 260087-260105, 260110-260129, 260131-260132, 260134-260139, 260141-260153, 260155-260164, 260727-260838, 260885-260886, 260908-260910, 260918, 260944-260945, 261037-261038 та 261042.

## Народні депутати від округу
| Ім'я                           | Фото | Партія               | Скликання | Дата набуття повноважень | Дата припинення повноважень |
| ------------------------------ | ---- | -------------------- | --------- | ------------------------ | --------------------------- |
| Купчак Володимир Романович     |      | Батьківщина          | 7-ме      | 12 грудня 2012           | 27 листопада 2014           |
| Довбенко Михайло Володимирович |      | Блок Петра Порошенка | 8-ме      | 27 листопада 2014        | 29 серпня 2019              |
| Фріс Ігор Павлович             |      | Слуга народу         | 9-те      | 29 серпня 2019           |                             |

## Результати виборів

### Парламентські

#### 2019
Кандидати-мажоритарники:
- Фріс Ігор Павлович (Слуга народу)
- Іваськів Андрій Степанович (Батьківщина)
- Довбенко Михайло Володимирович (Європейська Солідарність)
- Вірастюк Роман Ярославович (самовисування)
- Попович Василь Борисович (Свобода)
- Гергелюк Володимир Іванович (Голос)
- Станіславський Богдан Миколайович (Самопоміч)
- Магаль Володимир Васильович (самовисування)
- Ткач Роман Володимирович (самовисування)
- Карвацький Руслан Миколайович (самовисування)
- Московчук Ярослав Михайлович (самовисування)
- Сатур Дмитро Юрійович (самовисування)
- Іванків Марія Йосипівна (Опозиційний блок)
- Воробій Володимир Дмитрович (Аграрна партія України)
- Куриляк Мирослав Мирославович (Разом сила)
- Куйбіда Віталій Євстафійович (самовисування)

#### 2014
Кандидати-мажоритарники:
- Довбенко Михайло Володимирович (Блок Петра Порошенка)
- Вірастюк Роман Ярославович (Народний фронт)
- Кіндій Василь Михайлович (Самопоміч)
- Галабала Ольга Юріївна (Воля)
- Зелінський Микола Романович (Батьківщина)
- Бабій Ольга Михайлівна (самовисування)
- Королик Михайло Михайлович (самовисування)
- Абрамів Василь Зіновійович (Правий сектор)
- Лущак Анатолій Романович (самовисування)
- Симак Дмитро Михайлович (Радикальна партія)
- Шкрумида Олег Романович (самовисування)
- Білан Петро Ярославович (самовисування)
- Сергенюк Сергій Ярославович (самовисування)

#### 2012
Кандидати-мажоритарники:
- Купчак Володимир Романович (Батьківщина)
- Круць Микола Федорович (самовисування)
- Гергелюк Володимир Іванович (УДАР)
- Симак Дмитро Михайлович (самовисування)
- Зелінський Микола Романович (самовисування)
- Поліш Володимир Віталійович (самовисування)
- Волощук Ігор Іванович (Партія регіонів)
- Мельник Василь Іванович (самовисування)
- Галига Петро Степанович (самовисування)
- Олексюк Олег Миколайович (самовисування)
- Виноградник Тарас Теофілович (Зелені)
- Круховська Галина Василівна (Комуністична партія України)
- Шевчук Євген Вільямович (Нова політика)
- Людера Володимир Ярославович (самовисування)
- Фученко Василь Павлович (самовисування)
- Пилянська Марта Ігорівна (самовисування)

## Явка
Явка виборців на окрузі: